# HTTP ۳۰۲
اچ‌تی‌تی‌پی ۳۰۲ (انگلیسی: HTTP 302) کد وضعیتی برای پاسخ است که یکی از روش‌های معمول در تغییر مسیر نشانی وب است.
پاسخی با چنین کد وضعیتی یک نشانی وب در بخش «محل» (به انگلیسی: location) هدر پاسخ نیز مشخص می‌کند و عامل کاربر (مثلاً یک مرورگر وب) دعوت می‌شود که درخواستی جدید به چنین نشانی بدهد اما همه موارد دیگر یکسان باشد. استاندارد HTTP/1.0 (RFC 1945) اولین بار چنین کدی را تعریف کرد و توضیح آن را نوشت «موقتاً منتقل شده‌است».
بسیاری از عامل‌های کاربر استاندارد را نقض کردند مثلاً وقتی درخواست اولیه یک درخواست پست باشد و به ۳۰۲ برخورد کند، درخواست دوم را GET می‌فرستد. به همین دلیل، در HTTP/1.1 (RFC 2616) دو کد جدید معرفی کرد: اچ‌تی‌تی‌پی ۳۰۳ و اچ‌تی‌تی‌پی ۳۰۷ که در ۳۰۳ حتماً باید درخواست به شکل GET فرستاده شود و ۳۰۷ می‌گوید که حتماً نوع درخواست باید یکسان بماند.